# Thore Fries (1886–1930)
Thore Christian Elias Fries, född den 3 november 1886 i Uppsala, död den 31 december 1930 i Umtali Sydrhodesia, var en svensk botaniker, son till Thore Magnus Fries, bror till Robert Elias Fries. 
Auktorsnamnet T.C.E.Fr. kan användas för Thore Fries (1886–1930) i samband med ett vetenskapligt namn inom botaniken; se Wikipediaartiklar som länkar till auktorsnamnet.
Fries blev student vid Uppsala universitet 1905 samt filosofie doktor och docent i växtbiologi 1913, observator och ledare av de biologiska arbetena vid Abisko naturvetenskapliga station 1917 och konservator vid Uppsala universitets botaniska museum 1920. Med brodern företog han en botanisk resa till tropiska Afrika 1921–1922. Han blev professor i botanik i Lund 1927. Han ledde därefter en expedition till Sydrhodesia och Sydafrika 1928-1931, under vilken han insjuknade och dog i lunginflammation på nyårsafton 1930.
Hans arbeten är dels fytografiska, såväl över Abiskotraktens flora som över det från Afrika hemförda materialet med mera, dels och företrädesvis ekologiska och växtgeografiska, exempelvis Botanische Untersuchungen im nördlichsten Schweden ... (akademisk avhandling 1913), Über die regionale Gliederung der alpinen Vegetation der fennoskandinavischen Hochgebirge (1917), Experimentella undersökningar över det arktiska ljusklimatets inflytande på växterna (samma år), Några kritiska synpunkter på skogsgränsproblemet (1918), Experiment över björkens lövsprickning (1919) med mera, dels mykologiska (gasteromyceter).